# Spojenecká okupace Japonska
Okupace Japonska spojeneckými silami, označovaná jako Operace Blacklist, probíhala od roku 1945 do roku 1952. V tomto období bylo japonské souostroví a území osvobozená od japonské nadvlády pod kontrolou spojeneckých sil, z nichž největší vliv měly Spojené státy. Oficiální hlavou státu zůstal nadále císař Hirohito (byl na trůně až do své smrti v roce 1989), faktickou vládu však vykonávala okupační správa v čele s generálem Douglasem MacArthurem. Okupace se nevztahovala na souostroví Rjúkjú, které bylo do roku 1950 pod kontrolou samostatné vojenské vlády USA, posléze pod civilní správou, a Japonsku navráceno roku 1972.

## Počátek okupace
Americké velení mělo připravený plán invaze na japonské souostroví pod názvem Operace Downfall, pro případ, že by japonská vláda odmítla i po plánovaném atomovém bombardování kapitulovat. Na jeho provedení však nedošlo, Japonsko kapitulovalo do rukou spojenců 15. srpna 1945, kdy japonská vláda oznámila, že přijala Postupimskou deklaraci. Japonští představitelé se 19. srpna setkali s generálem MacArthurem v Manile na Filipínách a diskutovali o podmínkách kapitulace. 28. srpna 1945 dorazilo prvních 150 amerických pracovníků do Acugi v prefektuře Kanagawa. Za nimi následovala USS Missouri, jejíž doprovodná plavidla vysadila 4. pluk námořní pěchoty na jižním pobřeží Kanagawy. Další spojenecký personál brzy následoval. MacArthur dorazil do Tokia 30. srpna a okamžitě vydal několik rozkazů pro okupační síly. Nikdo ze spojeneckého personálu nesměl zaútočit na Japonce ani jíst japonské jídlo, kterého byl nedostatek. 
| „                              | Tímto přikazujeme všem civilním, vojenským a námořním funkcionářům, aby dodržovali a prosazovali všechna prohlášení, příkazy a směrnice považované Nejvyšším velitelem spojeneckých sil za nutné k provedení této kapitulace a vydané jím nebo pod jeho autoritou a nařizujeme všem těmto funkcionářům, aby zůstali na svých pozicích a pokračovali v plnění svých nebojových povinností, pokud jich nebudou výslovně zbaveni. ... Pravomoc císaře a japonské vlády vládnout státu podléhá Nejvyššímu veliteli spojeneckých sil, který učiní takové kroky, které považuje za vhodné k uskutečnění podmínek této kapitulace. | “ |
| — Dokument japonské kapitulace | |   |

Japonská kapitulace byla formálně podepsána 2. září 1945. Dalším důležitým předpisem byl dokument s názvem Stanovy počáteční americké politiky pro poražené Japonsko (U. S. Initial Post-Surrender Policy for Japan), schválený 6. září prezidentem Trumanem. Dokument definoval, že nad Japonskem bude ustavena okupační správa pod výsadním vedením Spojených států a stanovil dva hlavní cíle okupace:
- vyloučení japonského válečného potenciálu, a
- přeměna Japonska v demokratický stát s orientací na OSN.

## Územní rozsah

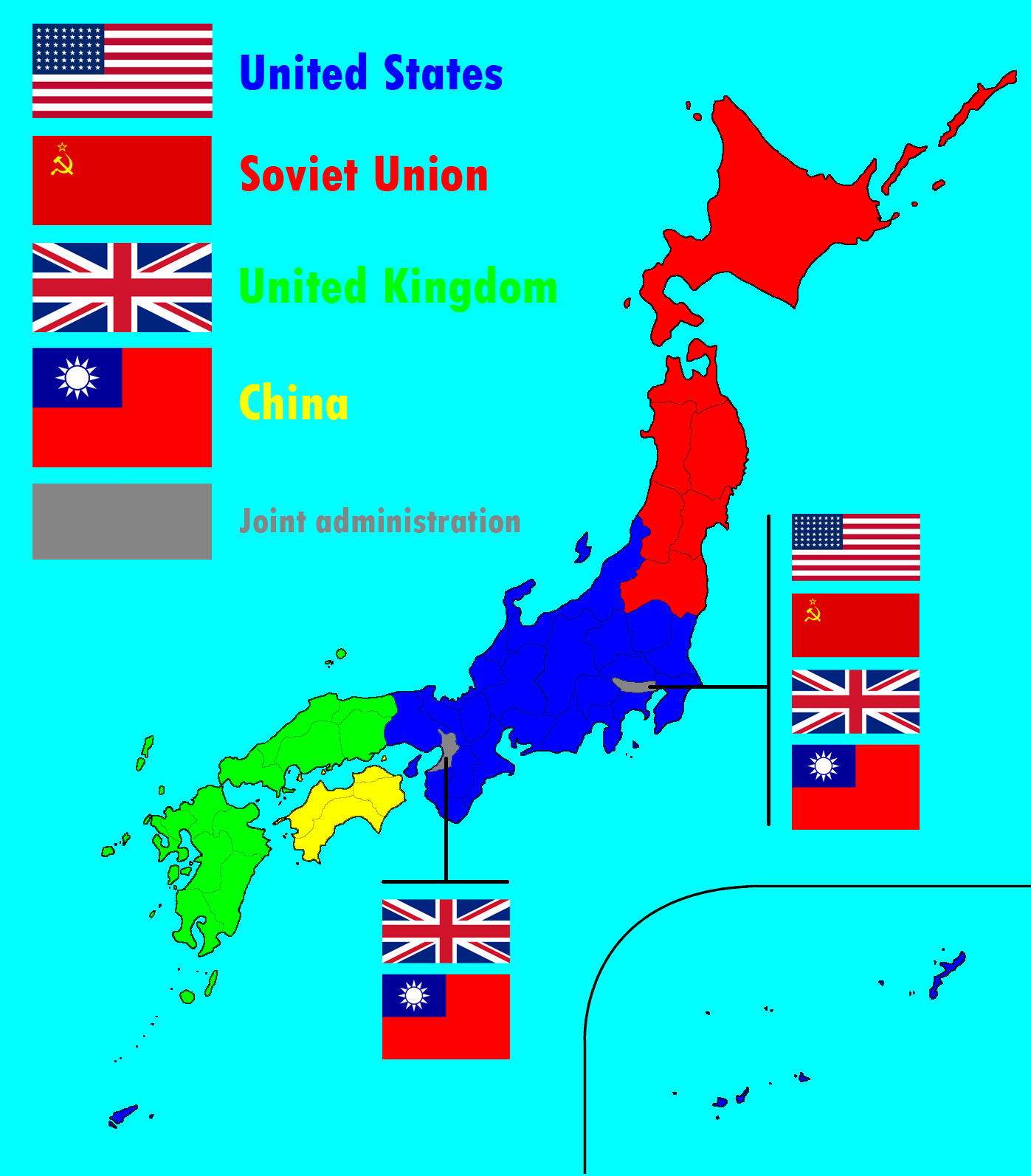
Sovětský návrh

Sovětský svaz 24. září 1945 předložil návrh na rozdělení japonského území a hlavního města do okupačních zón po vzoru Německa. Nakonec však z rozhodnutí Harryho Trumana byla okupace čtyř hlavních ostrovů vykonávána výhradně USA, a stejně tak drtivé většiny osvobozených císařských kolonií.
1. Japonské souostroví, v letech 1945–1952 pod správou Nejvyššího velitele spojeneckých sil (se dvěma výjimkami: Iwo Jima spravována USA do roku 1968 a Okinawa do roku 1972)
2. Taiwan a Spratlyho ostrovy pod čínskou správou
3. Prefektura Karafuto a Kurilské ostrovy pod správou SSSR
4. Korea jižně od 38. rovnoběžky pod správou USA
5. Korea severně od 38. rovnoběžky pod správou SSSR
6. Kwantungská oblast okupovaná SSSR, navrácena Číně v roce 1955
7. Mandátní území Tichomořské ostrovy okupováno USA do roku 1947, poté přeměněno na poručenské území OSN

## Průběh okupace

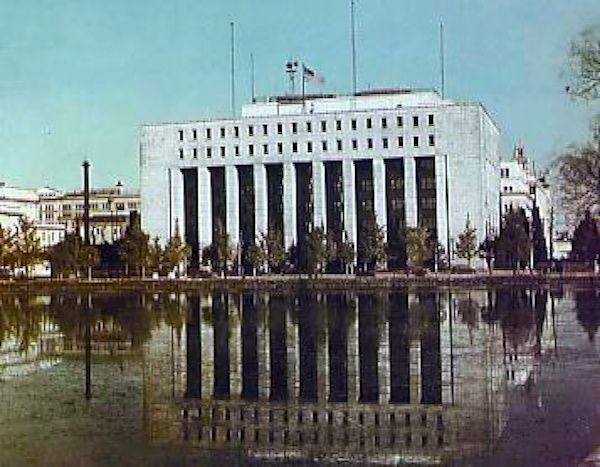
Sídlo okupační správy v Tokiu, cca 1950 (dnes sídlo pojišťovny Dai Iči)

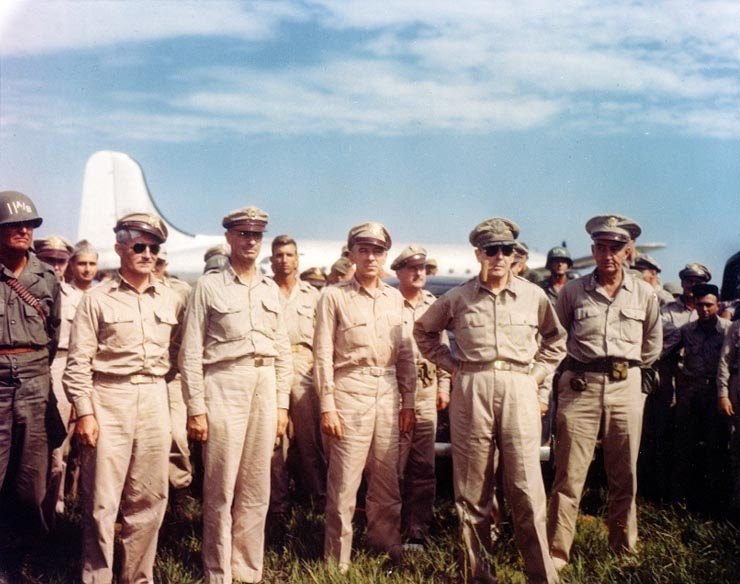
Generál MacArthur (druhý zprava) se svým štábem poté, co dorazili do Tokia, 30. srpna 1945

Nejvyšším velitelem spojeneckých sil (Supreme Commander of the Allied Powers - SCAP) byl prezidentem Trumanem jmenován generál MacArthur. Často se však zkratkou SCAP označuje celá struktura okupační správy která byla tvořena jak vojenským, tak civilním personálem, rozdělená na sekce vládní, civilních informací a vzdělání a sekci ekonomicko-vědeckou. Do konce roku 1945 bylo po celém Japonsku rozmístěno více než 350 000 pracovníků americké vlády.
Okupační správa provedla mnoho reforem v japonské společnosti, vládě a ekonomice. Například šlo o přijetí zákona o činnosti odborů, dělníkům byla garantována základní pracovní práva, právo na organizaci dělnických hnutí a právo na kolektivní vyjednávání. Byla provedena pozemková reforma, kdy veškerá zemědělská půda bez majitele a půda přesahující limit 2,5 akru byla zkonfiskována a následně rozprodávána za nízké ceny. Došlo též ke zrušení některých monopolů známých jako zaibacu (japonsky: 財閥), na které bylo pohlíženo jako na oporu militarismu, a proto bylo rozhodnuto o jejich rozložení na menší oddělené subjekty odříznuté od holdingů. Dalším opatřením okupační správy byla školská reforma. Zpočátku šlo o zamezení šíření všech informací s válečnou tematikou, později došlo k institucionální reformě a změně studijních osnov. Nový školský systém, vybudovaný dle amerického vzoru, měl eliminovat původní kastování již velmi mladých dětí na elitní, technicky zaměřené a obyčejné.
V dubnu 1946 se konaly první poválečné volby, jejichž vítězem se stala Liberální strana. V květnu 1947 pak byla přijata nová ústava, která nahradila ústavu císaře Meidžiho z roku 1889. Tato ústava, která byla z velké části sepsána americkými právníky, zavedla v Japonsku parlamentní systém vlády a hlavně ve svém článku 9 zakázala Japonsku udržovat ozbrojené síly a zbavila jej práva vyhlásit válečný stav. Mezi květnem 1946 a listopadem 1948 probíhal Tokijský proces s hlavními představiteli válečného režimu.
Na počátku války v Koreji používaly jednotky USA japonské přístavy, letiště a další zařízení (např. v městech Sasebo a Jokosuka) jako předsunutou základnu.
Válečný stav mezi Japonskem a spojenci, a tím i okupace, byl formálně ukončen Sanfranciskou smlouvou, podepsanou 8. září 1951 v tehdejší opeře v San Francisku. Vešla v platnost 28. dubna 1952 a Japonsko tak opět získalo nezávislost.